# Саусильо (муниципалитет)
Саусильо (исп. Saucillo) — муниципалитет в Мексике, штат Чиуауа с административным центром в одноимённом городе. Численность населения, по данным переписи 2010 года, составила 32 325 человек.

## Общие сведения
Название Saucillo является одним из названий растения Polygonum aviculare, которое растёт вдоль протекающей здесь реки Кончос.
Площадь муниципалитета равна 3040 км², что составляет 1,23 % от общей площади штата, а наивысшая точка — 1422 метра, расположена в поселении Эль-Мимбре.
Он граничит с другими муниципалитетами штата Чиуауа: на севере с Хулимесом, на востоке с Камарго, на юго-востоке с Ла-Крусом, на юге с Сан-Франсиско-де-Кончосом и Валье-де-Сарагосой, на западе с Сатево и Росалесом, и на северо-западе с Делисьясом.

## Учреждение и состав
Муниципалитет был образован 27 ноября 1896 года, в его состав входит 235 населённых пунктов, самые крупные из которых:
| Код INEGI | Населённый пункт                                                                         | Численность населения (2005 год) | Численность населения (2010 год) |
| --------- | ---------------------------------------------------------------------------------------- | -------------------------------- | -------------------------------- |
| 062       | Всего                                                                                    | 28508                            | 32325                            |
| 0001      | Саусильо (исп. Saucillo) 28°01′56″ с. ш. 105°17′21″ з. д.                                | 9261                             | 11004                            |
| 0022      | Найка (исп. Naica) 27°51′17″ с. ш. 105°29′33″ з. д.                                      | 4775                             | 4938                             |
| 0041      | Лас-Варас (исп. Las Varas) 28°09′22″ с. ш. 105°20′31″ з. д.                              | 2355                             | 2410                             |
| 0008      | Кончос (исп. Estación Conchos) 27°58′36″ с. ш. 105°17′14″ з. д.                          | 1599                             | 1670                             |
| 0023      | Оррантеньо (исп. Orranteño) 28°10′53″ с. ш. 105°20′14″ з. д.                             | 1442                             | 1641                             |
| 0299      | Колония-Висенте-Герреро (исп. Colonia Vicente Guerrero) 28°02′02″ с. ш. 105°18′55″ з. д. | 765                              | 996                              |
| 0036      | Эстасьон-Саусильо (исп. Estación Saucillo) 28°01′31″ с. ш. 105°19′04″ з. д.              | 851                              | 942                              |

## Экономика
По статистическим данным 2000 года, работоспособное население занято по секторам экономики в следующих пропорциях: сельское хозяйство, скотоводство и рыбная ловля — 27,8 %, промышленность и строительство — 32,6 %, сфера обслуживания и туризма — 37,5 %, прочее — 2,1 %.

## Инфраструктура
По статистическим данным 2010 года, инфраструктура развита следующим образом:
- электрификация: 99,3 %;
- водоснабжение: 98,7 %;
- водоотведение: 96,6 %.

## Фотографии

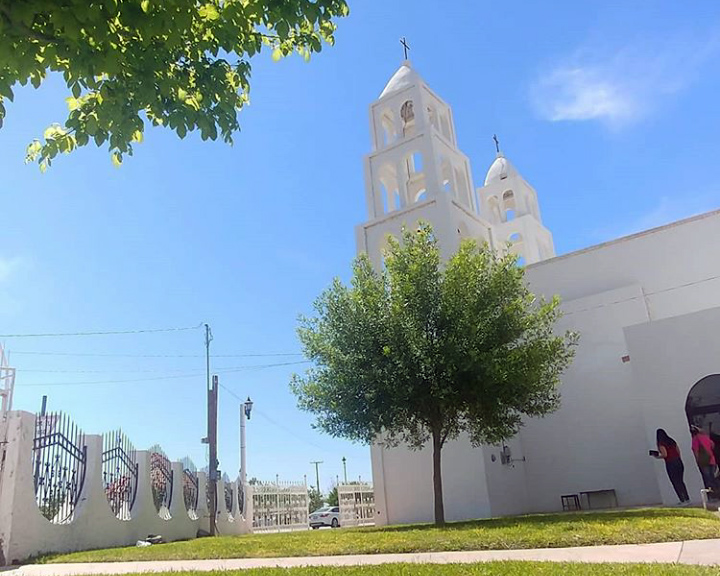
Церковь в Саусильо
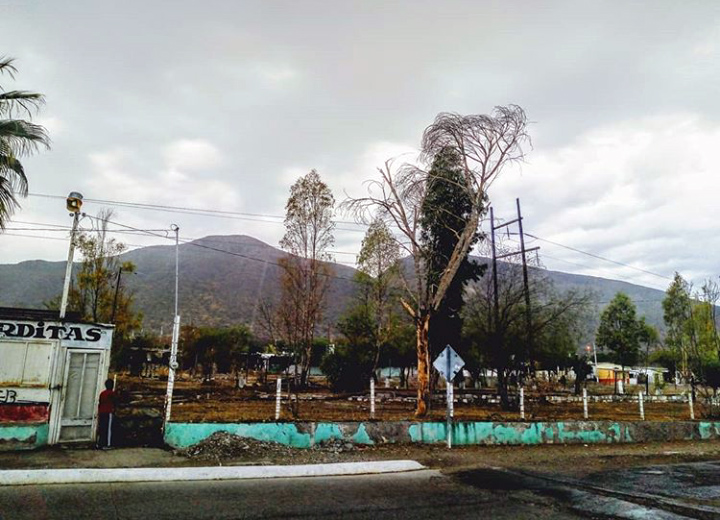
Вид на горы в Найке